# Yahoo! Messenger
Yahoo! Messenger a fost un client de chat în timp real dezvoltat de compania Americană Yahoo!. Yahoo! Messenger a fost unul din cele mai populare softuri de chat și interacționare socială pe internet, el putând fi descărcat gratuit, iar utilizatorii putând folosi un Yahoo! ID pentru toate serviciile companiei.
Pe lângă faptul că utilizatorii pot purta conversații în timp real, acest program a oferit și un mediu interactiv plăcut, utilizatorii putând alege dintr-o multitudine de interfețe grafice, avatare, jocuri ori mesaje de disponibilitate configurabile.
Yahoo Messenger a fost lansat inițial cu denumirea Yahoo Pager, pe 9 martie 1998.
A fost închis la 20 de ani după lansare, pe data de 17 iulie 2018.

## Yahoo! Messenger pe MAC
Yahoo! Messenger rulează și pe Mac, versiunea 2.5.3 fiind una stabilă lansată în 2003, dar cu câteva buguri. Yahoo! a corectat problemele lansând versiunea 3.0b1 în Iunie 2006, versiune care a stat aproximativ un an în varianta beta. Interfața acestei versiuni a fost mult mai plăcută și mai modernă, dar totodată implementând și elementele pe care le avea Yahoo! Messenger pe Windows (BUZZZ, avatare).
Versiunea Yahoo Messenger 3.0 beta 2 lansată în noiembrie 2007 repară însă o serie din bugurile versiunilor precedente și aduce, în plus, o serie de îmbunătățiri referitoare la transferul de fișiere, emoticonuri sau streaming video.

## Yahoo! + Microsoft
Yahoo! a încheiat un parteneriat cu Microsoft în 13 iulie 2007, făcând astfel rețeaua Yahoo! Messenger compatibilă cu Windows Live Messenger. În prezent legătura Yahoo! Messenger - Windows Live Messenger funcționează perfect.
Gurile rele spun că Yahoo! a făcut această alianță cu Microsoft datorită gigantului Google, aceasta fiind singura metodă de a-i face față ori de a concura cu el într-un fel.
Ultima versiune: 11.5 (Windows). Alte versiuni: Mac, Mobile, iPhone

## Status
Statusul este locul în care fiecare utilizator pune un text pentru a descrie ceea ce face, cum se simte, unde este, pentru a-și promova un site propriu, pe scurt pentru a lăsa un mesaj. Lungimea maximă a statusului este de 255 de caractere. În mod normal el apare negru, dar când un link este introdus în interiorul său, el devine albastru subliniat.
Tot status se numește și starea unui utilizator care este logat pe Yahoo! Messenger. Status-ul poate fi online, offline sau invizibil. Există și câteva status-uri prestabilite care conțin poze adiacente și care reflectă atât textual cât și prin imagini starea utilizatorului logat.
Pe la sfârșitul anului 2007 și începutul anului 2008, au inceput să apară primele detectoare de invizibilitate pentru utilizatorii care folosesc diferite versiuni de clienți Yahoo! Messenger sau sisteme Web Messenger. Aceste site-uri de detectare profitau de o vulnerabilitate a protocolului de comunicare Yahoo!. În prima versiune se verifica pur și simplu un pachet din protocol care era legat de avatar. Roboții de detectare ai acestor site-uri trimiteau pachete direct spre clientul victimei și interoga dacă avea avatar, iar acesta răspundea dacă era online sau invizibil, apoi roboții interpretau acest rezultat și îl afișau. Cel mai mare și mai cunoscut astfel de site din România este IMvisible care în 2010 a atins 208.000 vizitatori unici pe zi. Acesta s-a impus prin simplitate, gust și coerenta statusurilor afișate.